# 甘城輝煌樂園救世主
《甘城輝煌樂園救世主》，簡稱甘輝（ Amaburi），是賀東招二的日本輕小說作品，由中島有華負責插畫，刊載於《富士見Fantasia文庫》（富士見書房）。本作為賀東招二的《驚爆危機》完結三年後的新系列，最初類型設為「戀愛喜劇」，之後賀東撤回。
故事舞台是在東京西部架空的都市甘城市，一座即將倒閉的主題公園「甘城輝煌樂園」，主要描寫主角自戀高中生可兒江西也拯救遊樂園與吉祥物打鬧的日常生活。
2014年2月8日起在《月刊Dragon Age》連載漫畫，2014年10月至12月播放全13集電視動畫系列。

## 故事大綱
某天在放學後的教室，可兒江西也被轉學生千斗五十鈴以毛瑟槍抵著太陽穴並要求與其約會，心不甘情不願答應後，兩人便在星期日前往「甘城輝煌樂園」。
這座遊樂園建立於泡沫經濟全盛期，近年假日來客人數不超過3千人，同時也是臭名遠播的最糟約會地點代名詞，現在最大的問題是未來三个月內來客人數如不滿50萬人就得關閉，此時遊樂園的公主拉媞琺委託西也重建遊樂園……
順帶一提，本作中有部分人物於賀東招二的代表作品《驚爆危機》學園篇有亂入，以此可知《甘城輝煌樂園救世主》的故事線被設定在《驚爆危機》之前。

## 登場角色
本作主要角色名字均來自美國饒舌歌手。

### 甘城輝煌樂園

#### 樂園管理層
可兒江西也（／ Kanie Seiya），聲：內山昂輝
本作主角。甘城高中一年級生（第二冊後為二年級），頭腦聰明、運動神經優秀、長相帥氣、具領導風範、靠自修在數個月內精通電路學和建築學、甚至連廚藝都勝過樂園內廚師的十項全能自戀美少年，然而在學校沒有半個朋友。此外有懼高症，睡姿是標準的大字形。
被轉學生五十鈴強迫帶到甘城輝煌樂園，並受拉媞琺委托擔任甘城輝煌樂園的代理經理。起初原本打算拒絕，但在看到遊樂園的慘狀後，決定承擔拯救遊樂園的責任。本來只打算擔任兩週，在達成來客人數10萬人（在動畫中的設定為三個月50萬人次）而化解遊樂園存亡危機後，受到伊迪納挑釁的西也決定繼續擔任遊樂園的經理。在受到五十鈴的脅迫而來到樂園約會之前，曾到過樂園一次並誤闖了拉媞琺的城堡，試圖逗笑拉媞琺卻失敗（事後導致城堡被加裝了許多防禦工事），再次見到拉媞琺並回想起這段過去後，發誓這次不能失敗，要真正的幫助到她。管理方式偏向高壓，但由於半年來業績顯著提升，工作人員對其提出的政策還是相當信任的。
在被拉媞琺使用神託選中並藉由儀式賜予魔法之後，得到讀取對方心思的能力，對同一個人只能使用一次。在小說第六冊時無意間聽到了應該再也聽不到的五十鈴的心聲，發現自己已經能夠重覆讀取同一個人的心思，但重覆讀取心思越多次，就會逐漸失去被讀取的人相關的記憶，因此已經忘了自己在教室內被五十鈴持槍威脅至樂園參觀的過程（實際上他因為對五十鈴超額使用兩次魔法，忘記了她的名字和最初相遇的過程，但馬上靠著手機備忘錄再次得知她的名字）。
曾是人氣童星兒玉誠也，這件事是西也不太想觸碰的過去。雙親已經離婚，也從父方的姓氏「久武」改為母姓「可兒江」，但扶養權是在父親這邊，改姓是為隱藏身為童星的過去。父親已再婚，還有一個沒有血緣關係的妹妹早紀，曾四人一起生活過一段時間，但對與原本相處就很冷淡的父親沒什麼情感，也沒辦法適應新的母親與妹妹，後來選擇離開，現在與姑姑久武藍珠兩人一同生活（自從西也開始上班後兩人作息已經不規律到常有一個禮拜見不到面的情形）。和早紀感情其實不差，偶爾會出來碰面吃飯，妹妹遇到問題時也常與西也聯繫。
已經因為樂園的業務產生出席率危機跟成績下滑的問題，本人原先的意願是打算休學或退學，但拉媞琺嚴正表示若這個樂園的工作會給西也帶來如此沉重的負擔，形同是用西也的不幸來收穫魂之力，這已經徹底違反了樂園的本意，毫不妥協的表示若西也真的打算退學則會將他解職。之後改採用以替身（五十鈴或者是輪休的吉祥物們）穿上由莫古托族製作的高科技西也外衣代替他上學來處理出席率問題（拉媞琺雖然對此也不是很滿意但目前同意這個方案）。
和工作人員眼中的工作狂及男女感情木頭人的形象不同，西也本人很早就已經對自己坦承對五十鈴有好感這件事，但由於工作過度繁忙所以兩人也沒空培養太深入的感情、職場感情會影響工作團隊運作、不知道感情公開後如何面對拉媞琺、以及深怕自己如果被拒絕心靈會受挫過大不能復原等等理由一直不敢讓人知道。一直到小說第八冊，兩人一同去神奈川探勘樂園可能的搬遷新址，因為西也在兩人預定要考察的遊樂園廢墟中被留在當地的精靈吸引花了太多時間、回程時五十鈴又因為穿著太正式的女鞋（五十鈴事前只知道有不動產業者要帶他們參觀，而她以為西也要帶她去看市中心的房子）走到腳痛而趕不上末班電車。隨後下起大雨，兩人被迫留宿賓館一晚的情況下，西也洗澡前把房間內唯一一張床讓給五十鈴並表明自己要去睡沙發，但洗澡出來卻發現五十鈴自行決定睡在沙發上。就在西也打算把只穿著浴袍的五十鈴從沙發抱到床上時，兩人壓抑已久的感情終於在第一次的近距離接觸中爆發，但拉媞琺的睡前問候電話讓正在接吻的兩人冷靜下來。天亮之後（最後西也睡床上、五十鈴睡沙發），對五十鈴的稱呼從「千斗」改為「五十鈴」。
命名源自於肯伊·威斯特。
千斗五十鈴（／ Sento Isuzu），聲：加隈亞衣
第3學期轉入甘城高中西也班上的美少女轉學生，有著大大的雙眼、亞麻色長髮與巨乳，表情十分冷淡、沉靜。睡覺時常做一些帶有複雜情節的夢，而且會說夢話。
真實身份是紅楓樂園近衛隊第一衛士，本名伊絲茲露哈·森托西雅（Isuzuruha Centollusia）。其魔法能夠從任何肌膚裸露處取出可填裝多種魔法彈的魔法毛瑟槍「Steinberger」，依據裝填子彈的不同可以引發不同效果，據本人所述每次皆從裙襬處取出純粹是因為大腿部分的裸露面積較大方便拔槍。受到河童家系的祖先影響，本人言「一天沒洗三次澡就會有種快死掉的感覺」，也喜歡吃黃瓜（平常自備的午餐是整條小黃瓜蘸鹽巴）。變成精靈型態時是一隻很可愛的粉紅色河童，拔出Steinberger的位子則是頭部的蓋子，五十鈴本人並不喜歡這個樣子。
是樂園的前任代理經理，長期以更甚於西也的高壓軍事化管理壓迫樂園內的工作人員，然而因思想古板缺乏創意，導致成效極差且和所有工作人員關係緊張。在西也之前，也曾試圖請過許多經營專家來接手這個位子，但這些人最後全部都被槍嚇跑了。自從西也接手處理這個即將失敗的來客人數目標任務後，改為擔任西也的秘書（正式職稱為秘書室長，但實際上全體工作人員中唯一有分配到秘書的人就是西也，其秘書也僅有五十鈴一人）。原先轉學唯一的目的就只是為了要把西也請來樂園，但事成後拉媞琺覺得不能讓樂園的工作過度干擾到他的正常生活，要求五十鈴繼續上學來協助西也處理學校相關的事情，但五十鈴也和西也一樣為了工作而長期缺席。兩人在二年級之後被分到不同班級，但偶爾到校時會一起吃午餐。
自從西也接手完成了第一階段的人數目標後，一直對他抱持著微妙的好感，雖然本人內心刻意的否認，但每當西也身邊出現不知名的女性時，五十鈴就會開始緊張並想像他們之間可能的關係。自從一次和椎菜一同跟蹤西也（對工作狂西也居然臨時請假的行徑感到可疑），而聽到西也向妹妹談到對於樂園的使命感之後，對可兒江的稱呼由「可兒江同學」改為「西也同學」或是「西也」。後來和西也一起出差探勘樂園可能的搬遷新址時，於晚上留宿的賓館中正式對西也告白。
命名源自於50 Cent。
拉媞琺·芙爾蘭札（Latifah Fleuranza），聲：藤井幸代
甘城輝煌樂園的總支配者（經理），是魔法國度「紅楓樂園」的公主，近衛隊五十鈴的工作對象。雖然看似是只有14至15歲的少女，但其身體從十年前就沒有成長，實際年齡24歲。
因為受到魔法師「欠缺魂之力」的詛咒影響，體弱多病且眼睛失明（動畫版中並無失明），並且身上還有「一年後身體的成長與記憶都會重來」的惡毒詛咒。實際上，任何造成魂之力缺失的狀況都會導致她的記憶被重置（例：感受到身旁的西也為了來客人數在煩惱），唯有待在魂之力最豐富的遊樂園才能存活，所以為了復興快倒閉的甘輝，使用神託選中了西也擔任代理經理，現在唯一的業務是製作園區內限量販售的可樂餅。
命名源自於皇后·拉蒂法。

#### 真實演員

##### 甘輝三連星
由鬆鬆餅、馬卡龍和堤拉米組成的甘輝三連星。
鬆鬆餅（Moffle），聲：川澄綾子
遊樂設施「鬆鬆餅糖果屋」的吉祥物，糖果妖精，是吉祥物中的招牌角色，也是樂園中五個園區的負責人集團Majestic 5（五個人自己取的封號）的領頭，基本上是代表工作人員和管理層接洽的橋梁。血氣方剛，時常與來賓起爭執甚至動粗，是時常引發問題的吉祥物，但受到其他吉祥物的信任，下班後常跟工作人員們喝酒吃消夜聊八卦，是讀賣巨人的球迷。在和西也的初次見面時，因為服務態度等等原因被西也批評的體無完膚，對其非常反感。然而在小說第一卷末尾，發現西也竟然打算去外地縱火來取得足球賽主辦權而達成來客人數目標時，質問西也不惜犯罪的原因並得知了他和拉媞琺的過去後，毫不猶豫的親手代替西也完成這項工作（理由是不能讓西也為了即將失憶並忘記西也的拉媞琺而犯法），之後一直對西也極為信任。
與拉媞琺是舅舅與外甥女的關係（鬆鬆餅的姐姐是王妃），雖然本人並未在公開場合中透露，但是其他工作人員都知道這件事情。全名鬆鬆餅·梅爾·摩西納斯，雖然是甜點妖精，但並不喜歡甜食，反而喜歡可樂餅之類的食物。高中時就讀「飄揚國防高中」，曾受過嚴苛訓練。貴族中的軍人世家出身，隸屬紅楓樂園的特殊部隊，格鬥能力超群，且直覺異常敏銳。透過政治關係將職位提升到將軍，最後為了救受詛咒的拉媞琺而辭去軍職。
經四季童子爽快允諾、照搬《驚爆危機》中的蹦太君外型，但兩者無關聯，動畫版還以「仿冒品」意有所指地揶揄一下。
人類型態的外貌接近於魔戒電影版中的亞拉岡。
馬卡龍（Macaron），聲：白石涼子
遊樂設施「馬卡龍音樂劇場」的吉祥物，音樂妖精，喜歡的音樂類型是放克跟饒舌，對於兒童向的童謠沒有興趣，很喜歡打柏青哥。在遊樂園下班以後，時常與鬆鬆餅、堤拉米一起去居酒屋，也有吸菸的習慣。
在紅楓樂園以暴力事件聞名的「震顫旋律高中」，就讀時混過幫派，之後中途被退學。全名馬卡龍·馬可澤卡隆，日本名間桑一郎，已經結婚，但目前處於離婚狀態，現在正為了女兒的贍養費而煩惱。
人類型態的外貌據繆絲所述是個「35歲左右，帶有滄桑感的熟男美型大叔」。
堤拉米（Tirami），聲：野中藍
遊樂設施「堤拉米花園大冒險」的吉祥物，花朵妖精。本性好色並且喜歡開黃腔，對任何年齡層的女人都來者不拒，綽號「51號性區」，意指守備範圍跟背號51的鈴木一朗有得拼。
學生時代曾在園藝社栽種大麻，最後為了銷毀證據企圖放火燒毀，不料連學校也一併燒毀。因破解紅楓銀行金庫入獄留有前科，依「毛茸茸計畫」送到甘輝來社會服務。基於不知名的原因，對於火藥的相關知識有豐富的了解。
人類型態的外貌據繆絲所述是個「神情類似於柴克．艾弗隆的金髮潮男」。

##### 元素館妖精
負責「水族館/元素館」表演的「元素精靈」，表演內容主要是穿著相當暴露的衣服跳舞並加上個人靠著自身魔法來完成的一些小把戲。其實原先每個人的衣服是附有一件遮蔽用緊身衣的，但這四個人到任準備交接時，緊身衣被提拉米藏起來了，日後她們得知此事想把緊身衣加回表演服裝的一部分時，被西也根據合約（遊樂園和演員任一方欲改變角色形象時，應經由雙方一致同意）嚴厲地拒絕了。
繆絲（Muse），聲：相坂優歌
遊樂設施「水族館」的演員，水之妖精。個性是四個人裡最正常的，吉祥物中的人氣角色。對唱歌十分在行，但打字速度非常慢。紅襪隊的球迷，住在一家肛門科診所的樓上（醫生是房東），所以很抗拒邀請同事來家裡。
莎蘿曼（Salama），聲：津田美波
遊樂設施「水族館」的演員，火之妖精。表演時常無精打采，待人相當冷淡。非常依賴智能手机，喜歡SNS社交工具。對打字十分在行，有「打字之鬼」之稱。但因為唱歌難聽所以非常抗拒上KTV。雖然自己說對繆絲沒有感覺，但實際上手機裡藏有各種偷拍的繆絲照片。
珂玻莉（Kobory），聲：三上枝織
遊樂設施「水族館」的演員，土之妖精。和莎蘿曼一樣表演時常無精打采，個性無口有些保守，有腐女傾向，是個有參加同人社團的宅女。沒什麼運動神經，對跳舞十分不擅長。
席爾菲（Sylphy），聲：黑澤朋世
遊樂設施「水族館」的演員，風之妖精。個性是四個人裡最無拘無束的，完全不會看場合行事。有著四人中有最棒的舞蹈才能，而且唱歌也有一定程度。在網路視頻暱稱為「年糕湯」，點閱率破百萬以上。

##### 幕後真實演員
安潔（Ashe），聲：三上枝織
擁有長耳、二角以及淡褐色肌膚的20歲美女。擔當經理，原先在紅楓樂園的友邦休貝爾特王國擔任財務次官，後來對官場勾心鬥角的環境厭煩而離職。本名是安潔·安·安卡姆雷亞爾，動畫版不存在長耳、二角的外表特徵，是位平時所見的普通女性，是廣島隊的球迷。酒量驚人，下班時偶爾會跟大家一同喝酒聊八卦，但從來沒有人能趁她喝醉時要到追加預算。因發現西也在不合理的時間編列的體育場整修預算，從而猜想到他是外地足球場火災的主謀。
三角仔（Triken），聲：福山潤
某個魔法國度出身的真實演員，三頭身的三角龍吉祥物。廣告部長兼雜用，相當擅長各種多媒体製作編輯，主要負責幕後工作。對AV非常了解，家中有數千片的珍貴收藏。最常講口頭禪「身體前傾」。人型態的外表是個業務員風格的幹練西裝男子，在和其他公司進行正式會面洽談的場合多半是以他的人型態以副社長的身分出面（不能讓人發現樂園最高負責人實際上是高中生）。
扳手（Wrench），聲：稻田徹
出身于機械國度佐拉，平常負責園區設施的維持管理。一如其名，外表看起來就像一支特大號的扳手上面長了手和腳一樣。
尼庫，聲：山下誠一郎
平常負責園區設施的料理。外表基本上是穿著廚師袍的人，但頭的部分是一份長了五官的特大帶骨烤肉。
塔拉莫，聲：檜山修之
莫古托族族長，全族的外貌都是鼴鼠，擁有優秀土木建設功能。原先全族受到他國的追殺時，紅楓樂園以協助建造一個遊樂設施（魯布魯姆試煉場）為交換條件，在甘城輝煌樂園提供牠們居住地。原先意圖追殺他們的王國已經因國內人民革命而垮台，但之後他們繼續受雇於甘城輝煌樂園協助建設。

##### 其它真實演員
鳄尼P（Wanipee），聲：寺島拓篤
蜥蜴型吉祥物，工作地點是在鬆鬆餅等人的「魔法師之丘」的隔壁區域「野生峽谷」，工作已有十二年。長相和外表可愛的鬆鬆餅等人不一樣，有張又大又醜的臉，還有一條垂挂的舌頭。以凸顯滑稽的醜陋可愛系容貌吸引不少外國遊客的支持。
源十郎（Genjūrō），聲：福山潤
二頭身的海豚造型的吉祥物，在地上用尾鳍代替雙腳走路，在腰間插著兩把武士刀，頭上還戴著戰國風的頭盔。性格很像薩摩武士，動不動就要切腹自殺。水上樂園區「飛濺洋」最高負責人，Majestic 5成員。
多魯涅爾，聲：日野聰
之前的花之妖精，10年前調查「魯布魯姆試煉場」後失蹤，後來得知本人一直待在裡頭好好的生活著，由於沉迷網路遊戲而變成了宅男（由於試煉場工作人員以為他和其他一起來調查的工作人員是遊客，堅持要等他那組人完成遊戲任務才肯放他出去）。出來後由於原職位已被提拉米取代，現在改擔任協助編舞寫歌等藝術指導的工作。
紅龍魯布魯姆，聲：中田讓治
遊樂設施「魯布魯姆試煉場」的最終BOSS，自稱有超越一切人類的智慧，然而試煉時問的問題都是魔法國度的大學入學考古題。大學主修經濟系，並參加茶道社。
大白（Jaw，喬），聲：三木真一郎
動畫原創鯊魚型吉祥物，陸地上是可愛的二頭身，但一泡在水裡就變身超寫實的大白鯊（連自己看了都會怕）。
鐵鬍子，聲：田中正彥
動畫原創象鼻海豹型吉祥物，曾是紅楓樂園近海作亂的海盜、襲擊佛蒙里達州與莫克薩斯州沿岸城鎮，與其海狗嘍囉皆為「毛茸茸計畫」的更生人。

#### 地上界演員

##### ABC特遣隊
由劇情中第一批被面試錄取的新人們中的其中三人組成的樂園專屬偶像團體，ABC分別代表著三個人名字裡的第一個音節（えい、びい、しい），三人都是地上界的人。除了以偶像團體身分為樂園宣傳外，三人也在園區內各個地方打工。
安達映子（／），聲：五十嵐裕美
應徵甘輝工作人員的大學生。參加應徵的前一個月有在所屬演藝事務所拍攝約十部動物影片（Animal Videos）的演出經歷，但因為自己習慣簡稱為「AV」且沒有解釋清楚，讓擔任面試官的西也等人一度誤解為是成人影片（Adult Video），本人也並未察覺自己造成誤解。
父親為鄰近甘城醫院的院長，並為她指定了一個訂婚對象（醫療器材行的小開）。在該名訂婚對象一次前來樂園並和馬卡龍起了爭執後，其父親前來觀察女兒工作環境（實際上就是興師問罪）時反而和馬卡龍（人型態）聊的十分投緣，隨後父親替她取消了訂婚。
伴藤美衣乃（／），聲：高森奈津美
應徵甘輝工作人員的高中生，就讀於甘城高中附近的反越高中。初次面試時因為被有著過度佔有慾的哥哥砍傷，導致側腹大量失血。但那份即使受重傷依然對工作保持熱忱的態度，讓西也和五十鈴決定錄用她。結果錄取後，甚至不顧自己的傷還沒好，就從醫院逃出來參加新人研修。
經常捲入流血事件，而造成這個問題的原因是由於自身受到惡靈的詛咒。除了身體上的危害外，還會使周遭的人帶來影響。不只會連帶遭到意外，還會漸漸厭惡美衣乃而迫害她，她的哥哥就是其中一個例子，以至於讓她的家庭陷入分崩離析的狀態，後來在西也等人的幫忙下成功解決惡靈，受詛咒影響的人也都恢復原狀。但即使身旁的人逐漸復原，她自己還是一直遇到流血的事件，但情節較原本輕微許多。
當拉媞琺去甘城高中參加文化祭時，被鬆鬆餅指派為拉媞琺的肉盾。有著不管多麼重的傷沒多久就會復原，連疤痕都會消失的神奇體質（即使惡靈消失後依舊如此），食量很大。在甘城高中的文化祭上，已經意識到西也、五十鈴、拉媞琺三人之間不尋常的微妙關係，也是全作第一個發現西也開始改口直呼五十鈴名字的人。
中城椎菜（／），聲：千菅春香
應徵甘輝工作人員的高中生，小學生體型，是西也與五十鈴升上二年級後進入甘城高中就讀的學妹。
非常不擅長與人相處，常常咬到舌頭，但在鬆鬆餅底下接受服務員特訓後大有改善，也因為意識到了自己的成長，熬過了苦不堪言的新人期之後決定正式就職。每當遇到挫折時都會去卡拉OK唱歌。歌喉非常好，每次都會被卡拉OK店的店員稱讚。錄取甘輝工作人員後，偶然遇見也來卡拉OK唱歌的鬆鬆餅、馬卡龍與堤拉米，歌藝得到他們的高度評價，甚至超越曾為童星的西也。是樂園主題曲CD的主唱。
父親是個已在五年前殉職的消防員，生前和鬆鬆餅是酒友，由於長相跟小學四年級時沒有差別，在椎菜父親那邊看過照片的鬆鬆餅一眼就認出椎菜。

##### 其他地上界演員
大黑，聲：高橋伸也
甘輝警備部長，地上界的普通人，身材雖然高大，性格卻非常和善。摔角愛好者，總是帶著面罩。

### 其他人物
栗隆也（／），聲：諏訪部順一
甘城企劃的中心人物，因與「紅楓不動產」之間的契約，要求甘城輝煌樂園連續五年內來客人數不得少於50萬人，一旦違約就得將經營權讓渡給甘城企劃。當西也就任甘輝代理經理時，很快就察覺到營運上的變化。在甘輝達成來客人數之際，便透露自己其實就是施給拉媞琺惡毒詛咒的魔法師，也看穿西也是神託選中之人並且擁有讀取對方心思的魔法。在小說版第六冊化名為倉山，並且在「歡球影城」擔任負責人的工作。
久武藍珠（／），聲：甲斐田裕子
雖然被西也喊作「姐姐/藍珠姐」，但實際上是他的姑姑和監護人。26歲，一頭俐落的短髮，而且還是巨乳。她是某間出版社的編輯，過著非常不規律的生活。雖然經常抽煙喝酒，但肌膚卻依然光滑細致，看起來很年輕。劇情剛開始時，是西也的職場壓力座談對象，但隨著西也的生活也越來越不規律，已經很少在劇情中露臉。
瀨野孝美（／），聲：中村櫻
本名同日文音瀨野高美，在甘城烤雞串店「野蠻人」打工的少女。經常受到堤拉米的性騷擾。有個叫做浩二的弟弟，非常喜歡點心屋的遊戲設計。
土田香苗（／），声：大友萌
2年1班女學生，原本打算向5班的木村告白，但不小心情書放錯位置誤給4班的西也。後因為五十鈴、馬卡龍輪流假扮西也代替生病的他去學校的行為舉止讓她對西也產生好感，因此對於木村和西也之間的感情形成兩難，但在第三天因為堤拉米輕浮的舉動而毀掉她對西也的好形象。
寺野睦美（／），聲：井泽美香子
香苗的同學。為替香苗出氣而將西也叫出來粗暴的追究責任，與山本、佐佐木這兩人一起行動。
木村，声：阪口大助
2年5班男學生，香苗原本要告白的對象，他對香苗也有好感，但後來香苗被西也（裡面是五十鈴）所吸引而陷入兩難。後來西也得知事情的原委後，假扮木村的樣子說明西也是想促成他們兩人所以才有反覆無常的行為，及時阻止鬆鬆餅的失控行為。

### 《紅楓召喚者》登場人物
奶泡骨董店是位於園區中的他方世界（商店及臨時性遊樂設施區）這個區塊，是一個紀念品店鋪，是外傳小說《甘城輝煌樂園救世主 紅楓召喚者》的主要劇情舞台。
喵森
奶泡骨董店的老闆。是魔法世界的國度奶泡社會主義共和國聯邦（簡稱泡聯）的上校，但這個官階基本上是靠著父母在國內的影響力而來的，本人只是個成事不足敗事有餘的紈褲子弟。由於泡聯正在和紅楓樂園交惡（但絕大部分魔法世界的國家都認為這是泡聯單方面的無理取鬧），所以奉命前來甘輝樂園監視，但沒有部下想跟這個沒用的上司同行，最後身旁只有遙乃一個新人。時常花錢網購一堆沒用的魔法道具，然後總是得靠著遙乃和工讀生們收拾殘局。在本傳中出場頻率較店內其他人高，每次看到其他男性吉祥物旁邊有女性就會因嫉妒而生氣。
红衣遥乃（／）
奶泡骨董店的店長，被喵森帶來執行臥底和監視任務的實習軍人，本名為哈盧諾菲雅．克蕾諾瓦。說話毫不遮掩，對喵森完全沒有半點尊敬，但基本上還算溫柔善良。自從發現自己的魔法武士刀（平時收納方式如同五十鈴的槍）「童子切」被東司使用過便開始成長後，把東司帶來了奶泡骨董店，對他有非常直接的佔有慾。
宗方東司（／）
奶泡骨董店的工讀生，待人和善的能幹高中生，是西也和五十鈴的學弟。因為成功讓遙乃的武士刀開始成長，被遙乃請來店裡當工讀生，時常要協助收拾喵森製造的各種爛攤子。已有辭職的念頭，但又怕離開後喵森真的惹出大麻煩，就一直留在店內。有眾所皆知（只有東司自己不知道）的極佳女人緣，故會遭到一些園區內單身男性吉祥物的厭惡，在工作人員間的外號是「後宮系輕小說男主角」。第八冊的文化祭章節時首次在本傳中登場，班上是賣章魚燒的攤子，他自掏腰包買了一份章魚燒請拉媞琺（但沒有請同行的美衣乃）。
新見杏子（／）
奶泡骨董店的工讀生，東司的青梅竹馬，是西也和五十鈴的學妹。兩人生日只差一天且在同一家醫院出生，所以兩人成為青梅竹馬的時間等同兩人實際年齡。暗戀東司已久，為了從遙乃身旁搶回東司，而來奶泡骨董店打工。同樣是在文化祭時首次在本傳中登場，但僅是由東司提起，本人當天在奶泡骨董店打工。

## 用語
甘城輝煌樂園（Amagi Brilliant Park）
本作故事主要舞台。東京西部．甘城市荒涼的遊樂園，特別是近年更受到許多負面的評價，假日進園人數不到3000人。建立於1980年代的泡沫經濟全盛期，並原本預定在南區增建第二園區，但因為泡沫經濟破裂，資金週轉不靈，取消此計畫。當時的擴建計畫雖然作廢，仍然留下被閉鎖的露營地與計畫實施前就蓋好的體育場。
遊樂園是由魔法國度「紅楓樂園」（Maple Land）出資的不動產行業「紅楓不動產」，還有在多摩地域具影響力的鐵路公司與甘城市出資成立的第三部門——以廢止樂園為目標的「甘城企劃」共同營運。過去兩陣營定下數年間無法達成規定的來客數就得閉園的契約，故事開始時遊樂園面臨兩週內要有十萬人入場的困境（動畫改為三個月五十萬人）。
甘輝即是紅楓樂園的「頌葛尼」（日文「田園」之意），會凝聚客人心中的快樂與雀躍氣氛形成名為「魂之力」的結晶，這對魔法國度的人們是極為重要的能量，特別是受詛咒的拉媞琺更是需要魂之力，這也是紅楓不動產要維持遊樂園營運的主要原因。
真實演員（Real Cast）
意指從魔法國度「紅楓樂園」來的工作人員。單以「演員」的情況下，意指地上界的工作人員。甘輝的真實演員主要是拉媞琺、五十鈴、鬆鬆餅……等等，西也則是少數的「演員」。作品中也有紅楓樂園以外的魔法國度，表示有很多真實演員存在。魔法國度的人民有兩種型態：人型和精靈型態，剛出生時能自由切換，但隨著青春期會逐漸失去自主變形的能力，但成年後仍可透過魔法道具的輔助來切換。一般來說，男性成年後大多會保持精靈型態；而女性則是人型態。
斯坦伯格（Steinberger）
五十鈴隨身攜帶的毛瑟槍，是五十鈴家代代相傳的魔法武器，根據裝填的魔彈，能發揮出各種不同效果，而且前膛槍彈可以連續射擊。Steinberger是與五十鈴身心一體的魔法武器，能自由從任何部位的裸露肌膚拔出或收起槍，五十鈴大多從大腿拔出槍。在美衣乃的詛咒事件中受惡靈的攻擊而摧毀，但其實五十鈴家裡的倉庫還有五十挺槍。

## 出版書籍

### 小說
甘城輝煌樂園救世主
| 冊數 | 富士見書房     | 富士見書房             | 青文出版社     | 青文出版社                                            | 青文出版社 |
| 冊數 | 發售日期       | ISBN                   | 發售日期       | ISBN / EAN                                            |            |
| ---- | -------------- | ---------------------- | -------------- | ----------------------------------------------------- | ---------- |
| 1    | 2013年2月20日  | ISBN 978-4-8291-3828-1 | 2014年5月9日   | ISBN 978-986-356-031-9 EAN 471-8016-00932-5（特裝版） |            |
| 2    | 2013年8月20日  | ISBN 978-4-8291-3921-9 | 2014年8月7日   | ISBN 978-986-356-144-6                                |            |
| 3    | 2014年1月18日  | ISBN 978-4-04-070004-5 | 2014年10月22日 | ISBN 978-986-356-162-0                                |            |
| 4    | 2014年6月20日  | ISBN 978-4-04-070207-0 | 2015年2月10日  | ISBN 978-986-356-198-9 EAN 471-8016-01176-2（特裝版） |            |
| 5    | 2014年10月18日 | ISBN 978-4-04-070208-7 | 2015年8月6日   | ISBN 978-986-356-266-5 EAN 471-8016-01467-1（特裝版） |            |
| 6    | 2015年4月18日  | ISBN 978-4-04-070209-4 | 2015年11月20日 | ISBN 978-986-356-293-1                                |            |
| 7    | 2015年10月20日 | ISBN 978-4-04-070701-3 | 2018年9月10日  | ISBN 978-986-356-549-9                                |            |
| 8    | 2016年6月18日  | ISBN 978-4-04-070702-0 | 2019年2月21日  | ISBN 978-986-356-777-6                                |            |

甘城輝煌樂園救世主 紅楓召喚者
| 冊數 | 富士見書房     | 富士見書房             | 青文出版社    | 青文出版社             |
| 冊數 | 發售日期       | ISBN                   | 發售日期      | ISBN                   |
| ---- | -------------- | ---------------------- | ------------- | ---------------------- |
| 1    | 2014年10月20日 | ISBN 978-4-04-070287-2 | 2015年5月13日 | ISBN 978-986-356-232-0 |
| 2    | 2014年11月20日 | ISBN 978-4-04-070288-9 | 2016年4月14日 | ISBN 978-986-356-326-6 |
| 3    | 2015年2月20日  | ISBN 978-4-04-070289-6 | 2016年6月20日 | ISBN 978-986-356-344-0 |

### 漫畫
甘城輝煌樂園救世主
賀東招二（原作）、吉岡公威（作畫）、中島有華（人物原案）
| 冊數 | 富士見書房    | 富士見書房             | 青文出版社     | 青文出版社           |
| 冊數 | 發售日期      | ISBN                   | 發售日期       | EAN                  |
| ---- | ------------- | ---------------------- | -------------- | -------------------- |
| 1    | 2014年7月9日  | ISBN 978-4-04-070256-8 | 2015年10月23日 | EAN 471-8016-01512-8 |
| 2    | 2014年10月9日 | ISBN 978-4-04-070408-1 | 2015年12月10日 | EAN 471-8016-01563-0 |
| 3    | 2015年4月9日  | ISBN 978-4-04-070409-8 | 2016年3月14日  | EAN 471-8016-01602-6 |
| 4    | 2015年10月9日 | ISBN 978-4-04-070724-2 |                |                      |
| 5    | 2016年3月19日 | ISBN 978-4-04-070725-9 |                |                      |

甘城輝煌樂園救世主？呼姆
賀東招二（原作）、東皓司（作畫）、中島有華（人物原案）
| 冊數 | 富士見書房    | 富士見書房             |
| 冊數 | 發售日期      | ISBN                   |
| ---- | ------------- | ---------------------- |
| 1    | 2015年1月9日  | ISBN 978-4-04-070458-6 |
| 2    | 2015年10月9日 | ISBN 978-4-04-070727-3 |

甘城輝煌樂園救世主The Animation
甘輝再生委員會（原作）、（作畫）
| 冊數 | 富士見書房     | 富士見書房             |
| 冊數 | 發售日期       | ISBN                   |
| ---- | -------------- | ---------------------- |
| 1    | 2014年12月29日 | ISBN 978-4-04-070411-1 |
| 2    | 2015年4月9日   | ISBN 978-4-04-070509-5 |
| 3    | 2015年10月9日  | ISBN 978-4-04-070726-6 |

## 電視動畫
2014年1月宣佈動畫化，同年10月於TBS、BS-TBS播放。

### 與原作差異處
- 原作鬆鬆餅被說壞話會生氣，動畫版把壞話改成仿冒品。
- 主角擔任代經理的期間，原作為2週，動畫版為3個月。
- 來客人數，原作為10萬人，動畫版為50萬人。
- 「水族館」（Acuario（西班牙文））遊樂設施更名為「元素館」（Elementario（拉丁文））。
- 拉媞琺失明設定無提及。
- 凡涉及敏感尺度均修正，例如具有性意味、美衣乃面試時大量失血畫面等未出現。
- 第11話於園區內體育館進行足球比賽的展開，原作為鄰近城市的體育館因火災（其實是被西也和鬆鬆餅半夜偷偷去縱火）而按照契約外借予地區球隊作J聯盟開幕戰用，動畫版為爭取大量入場人數而主動贊助球隊到園區內體育館舉辦紀念足球比賽。
- 第12話在遊樂園達成來客人數邁入新的一年後，原作中拉媞琺的記憶被「重置」且完全忘記西也在前一年的活躍，動畫版中拉媞琺則因城堡庭園的大樹盛開，其所釋放之魂之力使詛咒得到緩解，成功保下這一年的記憶與成長。

### 製作人員
- 原作：賀東招二（KADOKAWA／富士見Fantasia文庫刊）
- 原作插圖、角色原案：中島有華
- 製作：中山佳久、安田猛、八田英明
- 製作人：田中豪、千葉誠、山口真由美
- 監督：武本康弘[10]
- 系列構成：志茂文彥
- 角色設計：門脇未來
- 總作畫監督：丸木宣明
- 音樂：光宗信吉
- 音樂製作人：石川吉元
- 音響監督：鶴岡陽太
- 編輯：重村健吾
- 美術監督：渡邊美希子
- 色彩設計：石田奈央美
- 攝影監督：富板紀宏
- 小物設定：高橋博行
- 動畫製作：京都動畫[4]
- 製作：甘輝再生委員會（京都動畫、角川書店）[11]、TBS

### 主題曲
片頭曲
作詞：藤林聖子，作曲、編曲：鴇澤直，主唱：AKINO with bless4
片尾曲
作詞：藤林聖子，作曲、編曲：宅見將典，主唱：BRILLIANT4（繆絲（相坂優歌）、莎蘿曼（津田美波）、珂玻莉（三上枝織）、席爾菲（黑澤朋世））
劇中曲 （第9話）
作詞：藤林聖子，作曲：大凪樹，編曲：宅見將典，主唱：BRILLIANT4（繆絲（相坂優歌）、莎蘿曼（津田美波）、珂玻莉（三上枝織）、席爾菲（黑澤朋世））
插曲 「Jet Coaster Ride」（第9話）
作詞：KANASA，作曲：AKASHI，編曲：鴇澤直、AKASHI

### 各話列表
| 話數   | 日文標題 | 中文標題           | 劇本       | 分鏡                | 演出       | 作畫監督          | 改編原作       |
| ------ | -------- | ------------------ | ---------- | ------------------- | ---------- | ----------------- | -------------- |
| 第1話  |          | 沒有來客！         | 志茂文彥   | 武本康弘            | 武本康弘   | 丸木宣明          | 第1冊          |
| 第2話  |          | 沒有時間！         | 志茂文彥   | 武本康弘            | 藤田春香   | 丸木宣明 高橋博行 | 第1冊          |
| 第3話  |          | 挽救措施無效！     | 武本康弘   | 石原立也            | 石原立也   | 引山佳代          | 第1冊          |
| 第4話  |          | 秘書真沒用！       | 賀東招二   | 北之原孝將 小川太一 | 小川太一   | 秋竹齊一          | 第1冊 部分原創 |
| 第5話  |          | 資金不足！         | 石川知佳   | 山村卓也            | 山村卓也   | 池田和美          | 第2冊          |
| 第6話  |          | 人手不夠！         | 西岡麻衣子 | 北之原孝將          | 北之原孝將 | 瀨崎利惠          | 第2冊          |
| 第7話  |          | 游泳池很危險！     | 武本康弘   | 雪村愛              | 雪村愛     | 植野千世子        | 原創           |
| 第8話  |          | 愛意傳達不到！     | 志茂文彥   | 藤田春香            | 藤田春香   | 秋竹齊一 高橋博行 | 第3冊          |
| 第9話  |          | 無法產生團隊合作！ | 賀東招二   | 河浪榮作            | 河浪榮作   | 引山佳代          | 原創           |
| 第10話 |          | 已經無計可施了！   | 西岡麻衣子 | 小川太一            | 小川太一   | 西屋太志          | 第1冊          |
| 第11話 |          | 這樣就不用擔心了！ | 志茂文彥   | 山村卓也            | 山村卓也   | 池田和美          | 第1冊 部分原創 |
| 第12話 |          | 誰都無法預測未來！ | 賀東招二   | 武本康弘            | 北之原孝將 | 瀨崎利惠          | 原創           |
| 第13話 |          | PV好無聊！         | 志茂文彥   | 雪村愛              | 雪村愛     | 植野千世子        | 第4冊          |
| 第14話 |          | 沒有悠閒的時間！   | 賀東招二   | 武本康弘            | 北之原孝將 | 瀨崎利惠          | 原創           |

### 播放單位
日本深夜動畫：下文記載的日本国内播放時間使用日本標準時間（UTC+9）表示。因為部分時間标识會採用30小时制，因此請留意这类超过24:00的时间，其實際播放時間為翌日清晨。
| 播放地區   | 播放電視台   | 播放日期                     | 正常播放時間（UTC+9）     | 所屬聯播網          | 備註 |
| ---------- | ------------ | ---------------------------- | ------------------------- | ------------------- | ---- |
| 關東廣域圈 | TBS電視台    | 2014年10月6日－12月25日      | 星期四 26時16分－26時46分 | 日本新聞網          |      |
| 宮城縣     | 東北放送     | 2014年10月7日－12月29日      | 星期二 25時48分－26時18分 | 日本新聞網          |      |
| 福岡縣     | RKB每日放送  | 2014年10月7日－12月29日      | 星期二 26時08分－26時38分 | 日本新聞網          |      |
| 近畿廣域圈 | 每日放送     | 2014年10月7日－12月29日      | 星期二 27時30分－28時00分 | 日本新聞網          |      |
| 中京廣域圈 | 中部日本放送 | 2014年10月9日－12月25日      | 星期四 27時26分－27時56分 | 日本新聞網          |      |
| 日本全國   | BS-TBS       | 2014年10月11日－2015年1月2日 | 星期六 25時30分－26時00分 | 日本新聞網 衛星電視 |      |
| 富山縣     | 鬱金香電視台 | 2014年10月18日－2015年1月2日 | 星期六 25時53分－26時23分 | 日本新聞網          |      |

| 播放地區 | 發佈          | 播放日期         | 播放時間             | 備註               |
| -------- | ------------- | ---------------- | -------------------- | ------------------ |
| 日本全國 | d Anime Store | 2014年10月14日－ | 星期二 12時00分 更新 |                    |
| 日本全國 | NICONICO直播  | 2014年10月15日－ | 星期三 23時30分 更新 | 不可TIME-SHIFT視聽 |

### BD和DVD
各卷額外贈送SP劇場，講述在部分集數的前日談與後日談。
| 卷     | 發售日         | 收錄話                                | 規格編號  | 規格編號   |
| 卷     | 發售日         | 收錄話                                | BD限定版  | DVD限定版  |
| ------ | -------------- | ------------------------------------- | --------- | ---------- |
| 1      | 2014年12月26日 | 第1話－第2話+SP01（對應動畫第1話）    | KAXA-7201 | KABA-10310 |
| 2      | 2015年1月30日  | 第3話－第4話+SP02（對應動畫第3話）    | KAXA-7202 | KABA-10311 |
| 3      | 2015年2月27日  | 第5話－第6話+SP03（對應動畫第6話）    | KAXA-7203 | KABA-10312 |
| 4      | 2015年3月27日  | 第7話－第8話+SP04（對應動畫第8話）    | KAXA-7204 | KABA-10313 |
| 5      | 2015年4月24日  | 第9話－第10話+SP05（對應動畫第9話）   | KAXA-7205 | KABA-10314 |
| 6      | 2015年5月29日  | 第11話－第12話+SP06（對應動畫第11話） | KAXA-7206 | KABA-10315 |
| 特別篇 | 2015年6月26日  | 第13話－第14話+SP07（對應動畫第14話） | KAXA-7207 | KABA-10316 |

### CD專輯
| 發售日         | 名稱                                   | 規格編號                                   |
| -------------- | -------------------------------------- | ------------------------------------------ |
| 2014年10月22日 |                                        | VTCL-35194                                 |
| 2014年10月22日 | VTCL-35195                             |                                            |
| 2014年11月19日 | 電視動畫「甘城輝煌樂園救世主」角色歌集 | VTZL-95（初回限定盤） VTCL-60384（通常盤） |
| 2014年12月24日 | 電視動畫「甘城輝煌樂園救世主」O.S.T.   | VTCL-60385                                 |
| 2014年12月24日 | 電視動畫「甘城輝煌樂園救世主」DRAMA CD | VTCL-60387                                 |

## 外部連結
- 富士見書房 | 甘城輝煌樂園救世主 （页面存档备份，存于）（日語）
- 「甘城輝煌樂園救世主」原作特設網站 （页面存档备份，存于）（日語）
- 甘城輝煌樂園救世主原作Twitter的X（前Twitter）（日語）
- 甘城輝煌樂園救世主公式官網｜TBS電視台 （页面存档备份，存于）（日語）
- 『甘城輝煌樂園救世主』廣報室的X（前Twitter）（日語）